# TECH università tecnologica
TECH Università Tecnologica è un gruppo educativo privato che eroga programmi di istruzione superiore a distanza. La sua sede principale si trova a Città del Messico ed è presente, inoltre, in Spagna, Italia, Germania, Francia, Regno Unito e Stati Uniti. È stata fondata nel 2015, avviando le proprie attività didattiche in America Latina.
Nel 2019, il Ministero Messicano dell'Istruzione Pubblica (SEP) ha concesso a TECH il riconoscimento ufficiale per fornire corsi di istruzione superiore universitaria.
Nel febbraio 2022, diventerà l'università ufficiale della NBA in America Latina. Attualmente offre più di 10.000 corsi accademici tenuti a distanza.

## Storia
Il gruppo TECH Education è stato fondato nel 2015 dalla società spagnola Tech Education Rights & Technologies SL, organizzata come un consorzio internazionale di università private originariamente operanti nei Paesi di lingua spagnola.
Il gruppo prende il nome di TECH proprio poiché offre lezioni online. Ai suoi albori, l'offerta didattica dell'istituto si concentrava principalmente sulle Scienze della Salute. Successivamente, tra il 2017 e il 2018, il gruppo educativo ha deciso di ampliare le proprie aree tematiche alle Scienze Tecnologiche e alle Scienze Sociali e Aziendali, inaugurando nuove facoltà e scuole.
TECH Università Tecnologica è stata ufficialmente riconosciuta in Messico come centro di istruzione superiore nel 2019, con l'incorporazione dei primi corsi di Laurea, Master e Dottorato.
Nel febbraio 2019, viene introdotto il metodo dei casi come strategia didattica. A partire dal 2020, nel contesto della pandemia COVID-19, l'istruzione a distanza acquisisce ancora più valore come alternativa alla didattica tradizionale. Come conseguenza, si registra un aumento del tasso di iscrizione e del personale docente, che superano le 6.000 unità.
Nel 2022, il gruppo educativo espande i suoi confini ai Paesi anglofoni, incorporando i primi corsi di studio in inglese.
Nel febbraio 2022, TECH sottoscrive un accordo pluriennale con la National Basketball Association (NBA), diventando così l'università online ufficiale della NBA in America Latina.

## Accademici
Il gruppo educativo opera attualmente in paesi di lingua spagnola e inglese. L'attuale corpo studentesco è composto da quasi 100.000 studenti provenienti da 112 Paesi e da più di 500.000 laureati internazionali.
TECH si concentra su studi di specializzazione post-laurea e sull'apprendimento continuo. I programmi di studio comprendono Master e Diplomi di Specializzazione, nonché programmi di formazione continua in collaborazione con l'Università Panamericana (Messico).
L'università offre anche programmi di studio universitari riconosciuti come validi dal Ministero dell'Istruzione Pubblica messicano (RVOE). Si tratta in particolare di 18 corsi di laurea, 67 master e 3 dottorati.

## Rettorato
| Da   | A        | Rettore              |
| ---- | -------- | -------------------- |
| 2018 | 2021     | Pedro Navarro Illana |
| 2021 | Presente | Tere Guevara Navarro |

## Notas
1. ↑   In Italia arriva TECH: la più grande università digitale del mondo, su www.nove.firenze.it. URL consultato il 1º dicembre 2022.
2. ↑   Redazione, Forbes classifica TECH come “La migliore università online del mondo”. | TV Prato, su www.tvprato.it, 27 settembre 2022. URL consultato il 1º dicembre 2022.
3. ↑   TECH diventa l'università online ufficiale dell'NBA, su VareseNews, 13 novembre 2022. URL consultato il 1º dicembre 2022.
4. ↑  (ES) El Día, TECH, la mayor universidad digital del mundo con 7.800 programas, su eldia.es, 13 giugno 2021. URL consultato il 1º dicembre 2022.
5. ↑   TECH Universidad Tecnológica, la primera del ranking con más de 8.100 programas, su www.expreso.ec. URL consultato il 1º dicembre 2022.
6. ↑  (ES) La Provincia, TECH Universidad Tecnológica, la mayor universidad digital del mundo con más de 7.800 programas, su La Provincia - Diario de Las Palmas, 14 giugno 2021. URL consultato il 1º dicembre 2022.
7. ↑  (ES) TECH, la universidad digital en español más grande del mundo | Iberia Plus, su www.iberiaplusmagazine.iberia.com. URL consultato il 1º dicembre 2022.
8. ↑  (ES) El Día, TECH Universidad Tecnológica ‘abre’ su aula virtual a la búsqueda de un empleo, su eldia.es, 15 aprile 2021. URL consultato il 1º dicembre 2022.
9. 1 2  (EN) TECH Technological University named Official Online University of the NBA in Latin America, su NBA.com: NBA Communications, 14 febbraio 2022. URL consultato il 1º dicembre 2022.
10. ↑  (ES) «En la educación 'online', la calidad de la docencia sigue siendo lo principal», su Canarias7, 14 marzo 2021. URL consultato il 1º dicembre 2022.
11. ↑  (ES) TECH México, la mayor oferta de estudios en la universidad online más grande del mundo, su Excélsior, 30 luglio 2021. URL consultato il 1º dicembre 2022.
12. ↑   TECH utilizza il Metodo dei Casi di Harvard nei suoi programmi accademici - Notizie Senigallia, su www.viveresenigallia.it. URL consultato il 1º dicembre 2022.
13. ↑  (ES) 20minutos, TECH Universidad Tecnológica renueva su acuerdo estratégico con Harvard Business Publishing, su www.20minutos.es - Últimas Noticias, 9 marzo 2021. URL consultato il 1º dicembre 2022.
14. ↑  (ES) La Provincia, TECH, la fábrica ‘online’ de talento, su La Provincia - Diario de Las Palmas, 2 febbraio 2021. URL consultato il 1º dicembre 2022.
15. ↑  (ES) Canarias Ahora, TECH Universidad Tecnológica refuerza su modelo educativo con los ‘casos de estudio’ de Harvard, su elDiario.es, 27 maggio 2021. URL consultato il 1º dicembre 2022.
16. ↑  (ES) Diario de Avisos, La universidad tecnológica TECH se instalará en Cuevas Blancas, su diariodeavisos.elespanol.com, 9 ottobre 2020. URL consultato il 1º dicembre 2022.